# Dan Magnusson

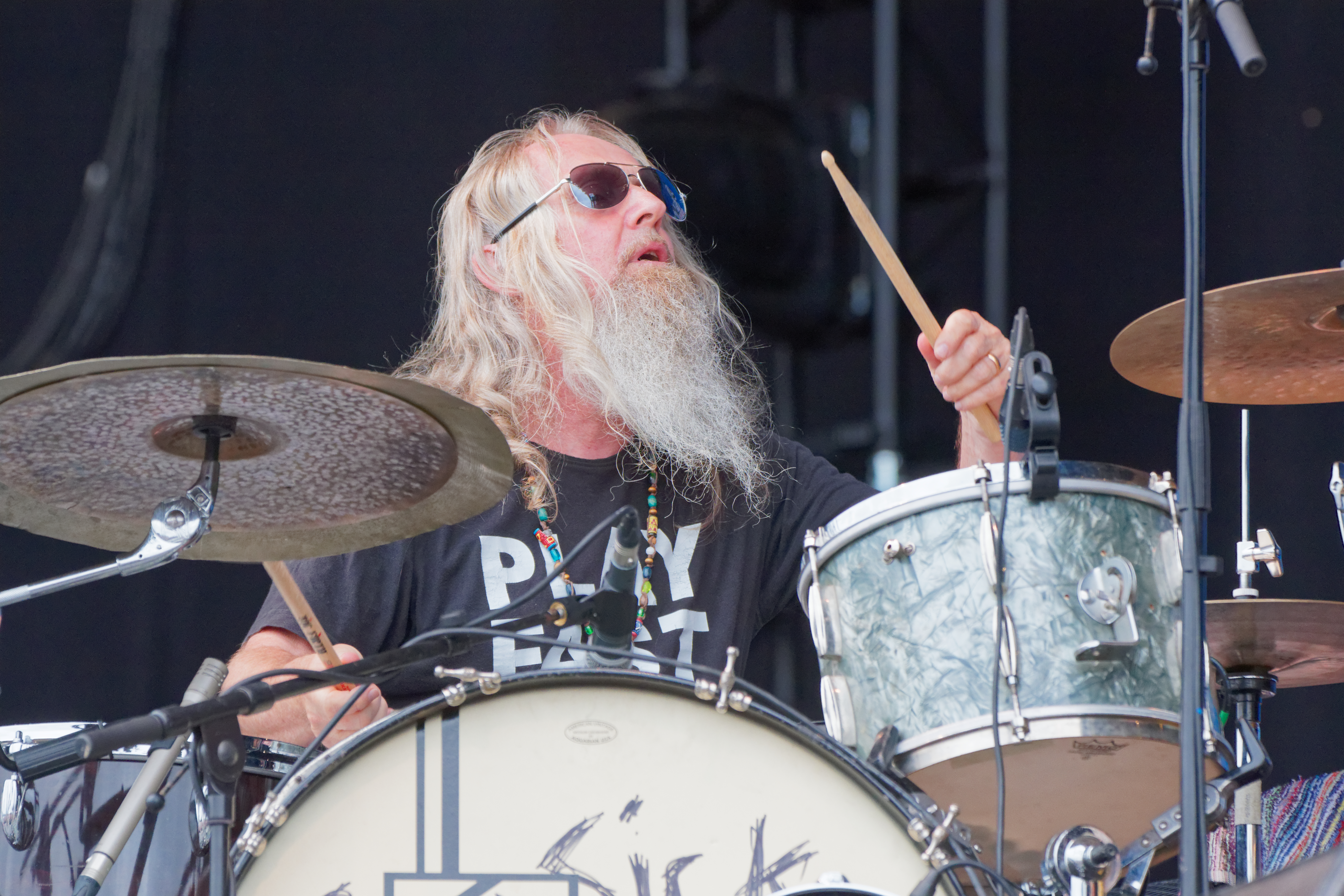
Magnusson während eines Auftritts mit Seasick Steve auf dem Festival des Vieilles Charrues in Carhaix-Plouguer im Juli 2017.

Dan Anders Roland Magnusson (* 20. September 1955) ist ein schwedischer Schlagzeuger. Er stammt aus Åmål in der Provinz Västra Götalands län. Dort betreibt er gemeinsam mit seiner Lebensgefährtin Eva Jeanette Jansson das Strandcaféet direkt am Ufer des Vänern.
Magnusson erlangte zuletzt vor allem durch seine Zusammenarbeit mit Seasick Steve internationale Bekanntheit. Doch auch schon zuvor war er jahrzehntelang eine feste Größe im Folk-Rock, Blues, in der Country-Musik, im Rock und Indie-Rock. So spielte er beispielsweise als Sideman zusammen mit T-Model Ford, George Buford, KT Tunstall, Janne Schaffer, Pugh Rogefeldt, Stefan Sundström, Wishful Thinking, Eli Reed, Pernilla Andersson, Robert Wells, Björn J:son Lindh, Dan Berglund, John Paul Jones, Marie Bergman, Eddie Meduza, Tomas Ledin sowie mit Robert Plant.